# Richard Gough
Charles Richard Gough (Estocolmo, 5 de abril de 1962) é um ex-futebolista escocês nascido na Suécia. Viveu seu melhor momento na carreira defendendo o Rangers por uma década, sendo inclusive capitão da equipe.
Iniciou sua carreira profissional em 1979, no Wits University da África do Sul, tendo jogado ainda no UCD da República da Irlanda, antes de se mudar para a Escócia, onde assinou com o Dundee United.
Nos Terrors, Gough jogou entre 1980 e 1986, disputando 165 partidas e marcando 23 gols. Saiu do Dundee depois de ser contratado pelo Tottenham, mas sua passagem pela equipe inglesa foi mais modesta: foram 65 partidas, sem nenhum gol marcado. Em 1987, voltou à Escócia para defender o Rangers, onde teve destaque nos dez anos em que esteve na agremiação. Gough foi capitão dos Gers durante os nove títulos seguidos conquistados pelo time, que perderia o defensor pela primeira vez em 1997, quando ele foi contratado pelo Kansas City Wizards, da recém-criada Major League Soccer.
Sua estadia na equipe durou apenas um ano, tendo atuado em 17 jogos antes de regressar ao Rangers, ainda em 1997.
Nos últimos anos de sua carreira, Gough, além de sua segunda passagem pelos Gers, ainda atuaria por San José Clash, Nottingham Forest (por empréstimo) e Everton, antes de se aposentar pela primeira vez, ao final da temporada 2000-01.
Surpreendentemente, Gough retornaria aos gramados no mesmo ano, para acumular funções de jogador e treinador no Northern Spirit, time do distrito de North Sydney, na Austrália. A equipe inscreveu o defensor para duas partidas, contra Parramatta Power e Newcastle United Jets, sendo estas as últimas aparições de Gough como jogador.

## Carreira na Seleção Escocesa
Com a Seleção Escocesa, Gough competiu nas Copas de 1986 e 1990, sediadas por México e Itália, respectivamente. A equipe terminaria em 19º lugar dentre os 24 participantes na Copa do México e em 18º na Itália.
Participaria também da Eurocopa de 1992, onde a Escócia cairia novamente na primeira fase. Abandonou a Seleção em 1993, depois de criticar os treinadores Andy Roxburgh e Craig Brown.